# Estación de Numància
Numància es una estación de las líneas T1, T2 y T3 del Trambaix. Está situada sobre la avenida Diagonal en la esquina entre esta y la calle Numància en el distrito de Les Corts de Barcelona. Esta estación se inauguró el 3 de abril de 2004.
- Datos: Q8841129
- Multimedia: Numància Trambaix stop / Q8841129